# Новоивановский (Кемеровская область)
Новоива́новский — посёлок в Чебулинском районе Кемеровской области. Административный центр Ивановского сельского поселения.

## География
Центральная часть населённого пункта расположена на высоте 185 м над уровнем моря.

## Население
| 2002 | 2010  |
| ---- | ----- |
| 1154 | ↗1333 |

## Улицы
| - ул. Новая, - ул. Садовая, - ул. Северная, | - ул. Трактовая, - ул. Центральная, - ул. Школьная. |

## Организации
- ФКУ «КП № 3 ГУФСИН России по Кемеровской области»